# Ramón Rodríguez da Silva
Ramón Rodríguez da Silva (* 22. srpna 1990, Ipiaú) je brazilský fotbalový obránce, v současnosti působí v dánském klubu FC Nordsjælland.

## Fotbalová kariéra
Mezi jeho kluby, kde působil, patří: Esporte Clube Bahia, AZ Alkmaar, Itabuna Esporte Clube, FK AS Trenčín, FC Nordsjælland.
S Trenčínem se představil v Evropské lize UEFA 2014/15. V sezóně 2014/15 vyhrál s týmem slovenský fotbalový pohár, ve finále se představil proti mužstvu FK Senica, zápas se rozhodl až v penaltovém rozstřelu. Zároveň se stal ve stejném ročníku mistrem Fortuna ligy a mohl slavit zisk double.
V srpnu 2015 přestoupil do dánského klubu FC Nordsjælland.